# حرامزاده‌های لعنتی
حرامزاده‌های لعنتی یا پست‌فطرت‌های بی‌شرم (به انگلیسی: Inglourious Basterds) فیلمی محصول سال ۲۰۰۹ به کارگردانی کوئنتین تارانتینو است. حوادث فیلم در زمان جنگ جهانی دوم اتفاق می‌افتد. کارگردان در این فیلم پایان جنگ جهانی دوم و رایش سوم را در یک ماجرای کاملاً خیالی به تصویر کشیده‌است. تارانتینو که خود نویسندگی فیلم را هم بر عهده داشته گفته‌است که ایدهٔ ساخت این فیلم را از مدت‌ها پیش در سر داشته و فقط ۱۰ سال روی شخصیت آلدو رِین (برد پیت) در فیلم فکر می‌کرد.
حرامزاده‌های لعنتی ابتدا در شصت و دومین جشنوارهٔ فیلم کن نمایش داده شد و برنده یک جایزه شد و امتیازات بسیار خوبی هم کسب کرد. سپس در ۲۱ اوت ۲۰۰۹ در آمریکا اکران شد.

## داستان فیلم

### فصل اول: روزی روزگاری… نازی‌ها در فرانسهٔ اشغالی
در جنگ جهانی دوم، در یکی از مناطق مرزی فرانسه اشغال شده توسط نازی‌ها، روزی کلنل اس اس، هانس لاندا که به او لقب شکارچی یهودیان را داده‌اند به کلبه‌ای می‌آید و از مرد خانواده دربارهٔ یهودیان اطراف می‌پرسد. کمی بعد مشخص می‌شود که یهودیان مورد نظر زیر کف خانه مخفی شده‌اند. به دستور کلنل، به زمین شلیک می‌کنند. تمامی اعضای خانواده از جمله پدر، مادر و برادر می‌میرند. اما دختر خانواده که شوشانا نام دارد فرار می‌کند و... .

### فصل دوم: حرامزاده‌های لعنتی
در جنگلی در نزدیکی پاریس شخصی به نام آلدو (با بازی برد پیت) از نیروهای متفقین است که به همراه جوخه وحشی اش در پناهگاهی مستقر است. هر نازی در آن نزدیکی باشد دو راه بیشتر ندارد. یا موقعیت دوستانش را لو دهد و توسط این گروه خشن لخت شود و آرم سواستیکا را با خون بر پیشانی خود ببیند یا به بدترین شکل کشته شود. آلدو متوجه می‌شود که شخصی به نام کلنل دالما در پاریس به سر می‌برد. پس تصمیم به ترور او می‌گیرد.

### فصل سوم: شب آلمانی‌ها در پاریس
شوشانا به پاریس آمده و یک سینما اداره می‌کند. او روزی با سربازی آشنا می‌شود که فیلمی از شجاعت‌های او در ارتش آلمان فیلم ساخته‌اند. این شخص (که فردریک نام دارد) شوشانا را به رستورانی می‌برد که در آن دکتر یوزف گوبلس وزیر تبلیغات نازی‌ها و سرهنگ لاندا منتظر آن‌ها هستند. دکتر به شوشانا می‌گوید که اگر امکان دارد فیلم را برای اولین بار در جلوی تمام فرماندهان نازی در سالن سینما او پخش کنند. شوشانا این را می‌پذیرد. او که کلنل لاندا را به یاد دارد، با کمک دوست سیاهپوستش می‌خواهند درشب افتتاحیه تمام افراد حاضر در سالن را بسوزانند تا انتقام خودشان را بگیرند.

### فصل چهارم: عملیات کینو
در مقر متفقین قرار بر این می‌شود که عملیاتی به نام کینو انجام شود که هدف آن کشتن تعدادی از افسران آلمانی است که در سینمایی در پاریس جمع می‌شوند. رابط و طراح این عملیات ستاره آلمانی سینما بریجت ون همرسمارک است. اما در محل قرار با این زن دست مأمور متفقین رو می‌شود که باعث یک کشتار می‌شود و هر کسی به دیگری شلیک می‌کند. بعد پایان تیرباران، حرامزاده‌ها بریجت را که هنوز زنده مانده با خود می‌برند. آن‌ها مطمئن نیستند که او واقعاً با آن‌ها همدست باشد چون باعث شده مأمور عملیات به همراه دو نفر از افراد لعنتی‌ها کشته شوند. بعد از اطمینان پیدا کردن به بریجیت، از آنجایی که حرامزاده‌ها آلمانی بلد نیستند، نقشه عوض می‌شود و قرار می‌شود آن‌ها به‌جای مأموران مورد نظر عملیات را انجام دهند و خودشان را فیلمسازان ایتالیایی جا بزنند.

### فصل پنجم: انتقام از غول چهره
کلنل و جوخه نازی‌ها با هم به کافه تیرخورده می‌روند تا آنجا را بازرسی کنند. در حین بازرسی کفش سفید چرمی به جا مانده‌ای که در اصل مال بریجت است را می‌بیند و آن را با خود برمی‌دارد.
شب افتتاحیه فیلم آلمانی‌ها فرا رسیده‌است. فردریک قهرمان و کارگردان و کلنل نیز در آنجا حاضر هستند. بریجت نیز در این اکران اولیه به همراه آلدو و حرامزاده‌ها که همگی تغییر قیافه داده‌اند و خود را ایتالیایی‌هایی از متحدین جا زده‌اند هم حضور دارند. این در حالی ست که شوشانا می‌خواهد تمام نوارها را بسوزاند.
کلنل وقتی پای آسیب دیده از درگیری در کافه بریجت را می‌بیند به او و همراهانش شک می‌کند و همراهان او ستوان آلدو رین، آلی راث و عمر را با پرسیدن سوالاتی به زبان ایتالیایی  می‌سنجد و درمیابد که آنها با هویت جعلی وارد آنجا شدن و یکی از دیگری با لهجه بدتری صحبت می‌کند سپس از بریجت می‌خواهد به اتاقی خلوت بروند. او در آنجا کفش سفید چرمی بریجت را به پایش می‌کند و درمیابد که حرامزاده‌ها آنجا هستند. او بریجت را می‌کشد و سپس دستور می‌دهد که آلدو و یکی از یارانش را به دفتر مخفی‌اش ببرد. او در آنجا می‌گوید که حاضر است با آمریکایی‌ها معامله کند و اجازه دهد که دوستان دستگیر نشدهٔ آلدو نقشهٔ خود را عملی کنند.
در آنسو شوشانا می‌خواهد به دوستش دستور بدهد که نوارهای فیلم را به منظور به آتش کشیدن سینما بسوزاند. اما فردریک ناگهان وارد اتاق می‌شود و می‌گوید که می‌خواهد با او باشد. شوشانا او را از اتاق بیرون می‌کند و موقعی که فردریک می‌خواهد بنا به خواستهٔ شوشانا، در را قفل کند و درحالی‌که پشتش به شوشاناست، شوشانا به او شلیک می‌کند. فردریک می‌افتد و ظاهرا می‌میرد. شوشانا می‌رود که جسدش را بازرسی کند اما فردریک که خود را به مردن زده بود به او ۴ تیر شلیک می‌کند.
با پخش فیلم تهیه‌شده توسط شوشانا در ادامهٔ فیلم آلمانی، دوست سیاه‌پوست شوشانا می‌فهمد که وقت آتش‌زدن سینما شده‌است. پس با انداختن سیگار روشن خود در بین نوارهای فیلم (که شدیداً آتش‌زا بودند) سینما را به آتش می‌کشد و دو تا از حرامزاده‌ها که هنوز در سینما بوده‌اند نیز پس از به رگبار بستن هیتلر و همراهانش و قتل آن‌ها، مردم حاضر در سالن را به رگبار می‌بندند، که در نهایت با انفجار بمبی که کلنل در آنجا مخفی کرده بود، دیگر کسی زنده نمی‌ماند.
در سوی دیگر کلنل و آلدو سوار ماشین می‌شوند و به جنگل می‌روند. وقتی به پناهگاه رسیدند کلنل به آلدو یک نشان افتخار می‌دهد و برای ثابت کردن این که با آن‌ها خصومتی ندارد چاقو و اسلحه‌شان را برمی‌گرداند. آلدو و دوستش هم رانندهٔ وی را کشته و پوست از سرش می‌کنند. آن‌ها روی پیشانی کلنل، سواستیکا حک می‌کنند. آلدو به دوستش می‌گوید «فکر کنم این بهترین اثر هنری من است!»

## بازیگران

تصویر نمادین برد پیت (سروان آلدو رین) بر روی پوستر تیزر فیلم (جملهٔ روی پوستر: کار یک حرامزاده هیچ وقت تمام نمی‌شود)

- برد پیت در نقش «آلدو آپاچی». فرماندهٔ جوخه حرامزاده‌ها که بسیار بی‌رحم است و روی پیشانی قربانیانش صلیب شکسته حک می‌کند.
- کریستوف والتس در نقش سرهنگ لاندا Standartenführer. سرهنگ یک شخص دو جانبه است؛ که پدر و مادر و برادر شوشانا را به قتل می‌رساند.
- مایکل فاسبندر در نقش ستوان آرچی هیکوکس.
- دیانه کروگر در نقش «بریجت»، هنرپیشهٔ آلمانی که در آخر به‌دست کلنل کشته می‌شود.
- الی راث در نقش «دانی» که به او لقب خرس یهودی را داده‌اند. او شاید قدرتمندترین فرد گروه بعد از آلدو باشد.
- دانیل برول در نقش فردریک زولر، قهرمان نازی‌ها که به خاطرش فیلم ساخته‌اند.
- تیل شوایگر در نقش «هوگو»، ژنرالی که به نیروی آن‌ها می‌پیوندد. آن‌ها او را از زندان متحدین درآورده بودند.
- ملانی لوران در نقش «شوشانا». دختری که می‌خواهد از نازی‌ها انتقام بگیرد.
- آگوست دیهل در نقش دیتر هلستروم
- ژولی دریفوس در نقش فرانسیسکو موندینو
- زیلوستر گروت در نقش یوزف گوبلس
- دنیس منشت در نقش پیر لاپادیه
- جکی آیدو در نقش مارسل
- مایک مایرز در نقش ژنرال اد فرنچ
- راد تیلور در نقش وینستون چرچیل
- مارتین وتکه در نقش آدولف هیتلر
- گادیون بورکهارد در نقش ویلهلم ویکی
- ب.ج. نُواک در نقش یوویچ
- عمر دوم در نقش عمر دوم، محافظ
- لئا سیدو در نقش شارلوت لاپادیه
- ریشارد زامِل در نقش سروان ورنر راختمان
- الکساندر فلینگ در نقش گروهبان ویلهم
- کریستیان برکل در نقش اریک
- سونکه مورینگ در نقش بوتز
- سم لیواین در نقش هیرشونبرگ
- پال روست در نقش اندی کاگان
- مایکل باکال در نقش مایکل زمرمن
- راینر بوک در نقش ژنرال شونهر
- بو اسونسون در نقش کلنل آمریکایی
- انزو ج. کاستلاری در نقش ژنرال نازی
- ساموئل ال. جکسون در نقش راوی داستان
- هاروی کایتل در نقش صدای اواس اس کماندو
- بلا بی در نقش آشر

## جایزه‌ها و افتخارات
| جوایز اسکار ۲۰۰۹           | بهترین فیلم                |                            | نامزد |
| جوایز اسکار ۲۰۰۹           | بهترین کارگردانی           | کوئنتین تارانتینو          | نامزد |
| جوایز اسکار ۲۰۰۹           | بهترین بازیگر نقش مکمل مرد | کریستوف والتس              | برنده |
| جوایز اسکار ۲۰۰۹           | بهترین فیلم‌نامه ارژینال    | کوئنتین تارانتینو          | نامزد |
| جوایز اسکار ۲۰۰۹           | بهترین صداگذاری            |                            | نامزد |
| جوایز اسکار ۲۰۰۹           | بهترین فیلمبرداری          |                            | نامزد |
| جوایز اسکار ۲۰۰۹           | بهترین تدوین               |                            | نامزد |
| جوایز اسکار ۲۰۰۹           | بهترین ویرایش صدا          |                            | نامزد |
| جایزه گلدن گلوب ۲۰۰۹       | بهترین فیلم درام           |                            | نامزد |
| جایزه گلدن گلوب ۲۰۰۹       | بهترین بازیگر نقش دوم مرد  | کریستوف والتس              | برنده |
| جایزه گلدن گلوب ۲۰۰۹       | بهترین فیلمنامه            | کوئنتین تارانتینو          | نامزد |
| جایزه گلدن گلوب ۲۰۰۹       | بهترین کارگردان            | کوئنتین تارانتینو          | نامزد |
| جشنواره کن ۲۰۰۹            | جایزهٔ نخل طلای کن          | کوئنتین تارانتینو          | نامزد |
| جشنواره کن ۲۰۰۹            | بهترین بازیگر نقش مکمل مرد | کریستوف والتس              | برنده |
| انجمن منتقدین آستین ۲۰۰۹   | کریستوف والتس              | بهترین بازیگر نقش مکمل مرد | برنده |
| انجمن منتقدین آستین ۲۰۰۹   | بهترین بازیگر نقش اول زن   | ملانی لوران                | برنده |
| انجمن منتقدین آستین ۲۰۰۹   | بهترین فیلمنامه            | کوئنتین تارانتینو          | برنده |
| منتقدین فیلم سان دیگو ۲۰۰۹ | بهترین بازیگر نقش مکمل مرد | کریستوف والتس              | برنده |
| منتقدین فیلم سان دیگو ۲۰۰۹ | بهترین بازیگران دست جمعی   | همه بازیگران               | برنده |
| منتقدین فیلم سان دیگو ۲۰۰۹ | بهترین کارگردانی           | کوئنتین تارانتینو          | برنده |
| منتقدین فیلم سان دیگو ۲۰۰۹ | بهترین فیلم                | کوئنتین تارانتینو          | برنده |